# Nikola Stojanović
Nikola M. Stojanović (Mostar, 1880. – Beograd, 1964.) bio je srpski književnik, političar i velikosrpski intelektualac. Bio je istaknuti protivnik Austro-Ugarske Monarhije i zalagao se za stvaranje Kraljevine Jugoslavije. Kao član Centralnog nacionalnog komiteta Kraljevine Jugoslavije, osnivač je Jugoslavenskog odbora u Parizu.

## Životopis
Obrazovanje je završio u Beogradu. Pravo je doktorirao u Beču. Nakon prosvjeda u Zagrebu 1902. godine bio je primoran vratiti se iz Austrije i posvetiti se novinarskom poslu. Bio je urednik oporbenog lista Narod koji je u početku izlazio u Mostaru.
Tijekom aneksije Bosne i Hercegovine 1908. godine bio je u Zürichu i tamo objavio knjigu na njemačkom jeziku pod naslovom Autonomija Bosne i Hercegovine.
Od 1910. godine bio je zastupnik u Bosansko-hercegovačkom saboru, a pred početak Prvoga svjetskog rata napustio je zemlju i otišao u Pariz gdje je bio jedan od osnivača Jugoslavenskog odbora.
Tijekom rada Mirovne konferencije u Versaillesu 1919. godine sudjelovao je u delegaciji SHS kao stručnjak za pitanje Bosne i Hercegovine.
Od 1920. godine do početka Drugoga svjetskog rata rata posvetio se odvjetničkim zanimanju. 1. travnja 1941. godine imenovan je za bana Vrbaske banovine ukazom jugoslavenskog kralja Petra II. Karađorđevića.
U ljeto 1941. godine počeo je s radom u beogradskoj organizaciji Draže Mihailovića, a službeno je ušao u sastav Centralnog nacionalnog komiteta u kolovozu 1943. godine.
Radio je na uređivanju lista Za slobodu i demokratiju, a bio je i urednik jednog broja listova koje je u ilegali tiskala omladina Ravnogorskog pokreta (JURAO). Tijekom okupacije dva puta je uhićen i zatvaran u logoru na Banjici.
U svibnju 1943. godine Nijemci su ga internirali u Francusku, gdje je dočekao kraj rata. Nakon rata se vraća u zemlju i prijavljuje novim vlastima koje su ga odmah zatvorile i osudile na zatvorsku kaznu zbog političkog djelovanja, a onda su tu kaznu, nakon jedne godine robije, zamijenili za oslobađajuću, ali su mu oduzeli građanska prava u trajanju od 10 godina, te više nije mogao politički djelovati.
U Beogradu je nakon zatvora živio kod svojih rođaka, jer mu je kuća bila zaplijenjena. Umro je u Beogradu 1964. godine.

## "Srbi i Hrvati"
Nikola Stojanović poznat je kao autor članka "Srbi i Hrvati" (navodi se i pod kolokvijalnim naslovom "Do istrage naše ili vaše” = "do nestanka našeg ili vašeg"), koji je prvobitno objavljen u Srpskom književnom glasniku u Beogradu ( br. 7 od 1. kolovoza 1902.) a potom u časopisu Srbobranu (br. 168 i 169 od 22. i 23. kolovoza 1902. godine) koji je tada kao glasilo Srpske samostalne stranke u Hrvatskoj izlazio u Zagrebu.
U svojem članku navodi između ostaloga sljedeće teorije:
Srbi i Hrvati su, po mišljenju nekih, dva plemena istoga naroda; po mišljenju drugih, dva posebna naroda (narodnosti); po mišljenju trećih, jedan narod, jedno pleme.
Pleme nastaje u vremenu pre ustanovljenja države, a narod nastaje u državi inicijativom jednog plemena. Ta se uloga pripisuje u našoj istoriji plemenu kojim je upravljao Stevan Nemanja, ali i iza toga imamo i suviše primera koji pokazuju da srpske velmoze nisu htele ili nisu mogle shvatiti zajednicu interesa svih krajeva, bez koje nema govora o trajnom političkom jedinstvu. Politički je Srbe ujedinila zajednička odbrana na Kosovu i kasnije zajednička sudbina robovanja jednoj istoj vlasti. Kulturno jedinstvo, kome je udario temelj Sv. Sava, ogledalo se najbolje u toj veličanstvenoj odbrani i u kasnijem stapanju srpske aristokracije s demokracijom u jednu nerazdeljivu, divnu sastavinu - demokraciju s aristokratskim ponosom. U tom i leži važnost kosovskog boja, u tom smislu srpski poraz na Kosovu znaci jednu veliku pobedu.
...Hrvati dakle nisu ni pleme ni posebna narodnost. Oni se nalaze na prelazu iz plemena u narodnost, ali bez nade da će sačinjavati ikada posebnu narodnost.
Dakle do (identitetskog) nestanka jednoga od ta dva naroda (stranke). Stojanović nije nimalo sumnjao da će u toj beskompromisnoj borbi Hrvati „podleći“, a da će Srbi biti pobjednici, jer im to garantira i „proces opšte evolucije“, „prirodna životna snaga“ te konačno „nadmoćnost na bojnom polju“. S druge strane, tvrdio je da Hrvati „nemaju jezika, običaja ni zajedničkog života“, kao ni „svijesti o zajedničkoj pripadnosti“ te da „u tuđim slugama gledaju ideal pa će i sami postati sluge“. Stojanović je kasnije zdušno sudjelovao u stvaranju jugoslavenske države i nacije, pa s dosta sigurnosti možemo predmnijevati kako je cijeli jugoslavenski pothvat razumijevao kao „istragu“ Hrvata u „proširenoj otadžbini“.
...Ta se borba mora voditi do istrage naše ili vaše. Jedna stranka mora podleći. Da li će to biti Hrvati, garantuje nam njihova manjina, geografski položaj, okolnost, što žive svuda pomešani sa Srbima, i proces opšte evolucije, po kome ideja Srpstva znaci napredak..
Posrbljavanje Hrvata dakle po Stojanoviću nije dovoljno, i po njemu Hrvati moraju u potpunosti nestati jer je to "evolucijski neizbježno".
Slijedili su protusrpski prosvjedi u Zagrebu a tada prvi puta javno nastupa i Stjepan Radić. Ti prosvjedi nisu bili samo zbog tog antihrvatskog članka, nego su posljedica dugogodišnjeg izazivačkog pisanja ovog lista.

## Djela
Nepotpun popis:
- Srbi i Hrvati, Srpska štamparija dra Svetozara Miletića, Novi Sad, 1902. (2. izd. 1902.)
- Pred izbore: izvod iz jednog predavanja, Štamp. D. i A. Kajona, 1920.
- Jugoslovenski odbor: članci i dokumenti, Izd. Nove Evrope, 1927.
- Naša politika: pogledi na prošlost, nova Jugoslavija, Geca Kon, Beograd, 1935.
- Bosanska kriza, 1908-1914 god, Izdavačko preduzeće "Veselin Masleša", Sarajevo, 1958.

## Vanjske poveznice
- (srp.) Srbi i Hrvati, 2. izd., Srpska štamparija dra Svetozara Miletića, Novi Sad, 1902.